# Patrik Bärtschi
Patrik Bärtschi (ur. 20 sierpnia 1984 w Bülach, Kanton Zurych) – szwajcarski hokeista, reprezentant Szwajcarii.
Jego ojciec Urs (ur. 1957) i brat Deny (ur. 1982) także zostali hokeistami. Inny szwajcarski hokeista Sven Bärtschi nie jest z nim spokrewniony.

## Kariera
- Kloten Flyers (2000-2006)
  -  Kloten Flyers U20 (2000-2002)
  -  HC Thurgau (2001)
- SC Bern (2006-2009)
- ZSC Lions (2009-)

Wychowanek klubu EHC Kloten. Od marca 2009 zawodnik ZSC Lions. W styczniu 2014 przedłużył kontrakt o dwa lata.
Uczestniczył w turniejach mistrzostw świata w 2003, 2005, 2008.

## Sukcesy
Reprezentacyjne
- Srebrny medal mistrzostw świata juniorów do lat 18: 2001

Klubowe
- Srebrny medal mistrzostw Szwajcarii: 2007 z SC Bern
- Złoty medal mistrzostw Szwajcarii: 2012, 2014 z ZSC Lions
- Puchar Wiktorii: 2009 z ZSC Lions
- Puchar Szwajcarii: 2016 z ZSC Lions

Indywidualne
- Mistrzostwa świata juniorów do lat 20 w 2003:
  - Pierwsze miejsce w klasyfikacji strzelców turnieju: 6 goli
  - Pierwsze miejsce w klasyfikacji kanadyjskiej turnieju: 10 punktów
- Puchar Wiktorii 2009:
  - Najbardziej Wartościowy Zawodnik (MVP) turnieju
- Sezon National League A (2011/2012):
  - Pierwsze miejsce w klasyfikacji strzelców w fazie play-off: 9 goli